# Heinz Häussler
Heinz Häußler (* 7. November 1940 in Lindau) ist ein ehemaliger deutscher Kunstturner und aktiver Windsurfer.

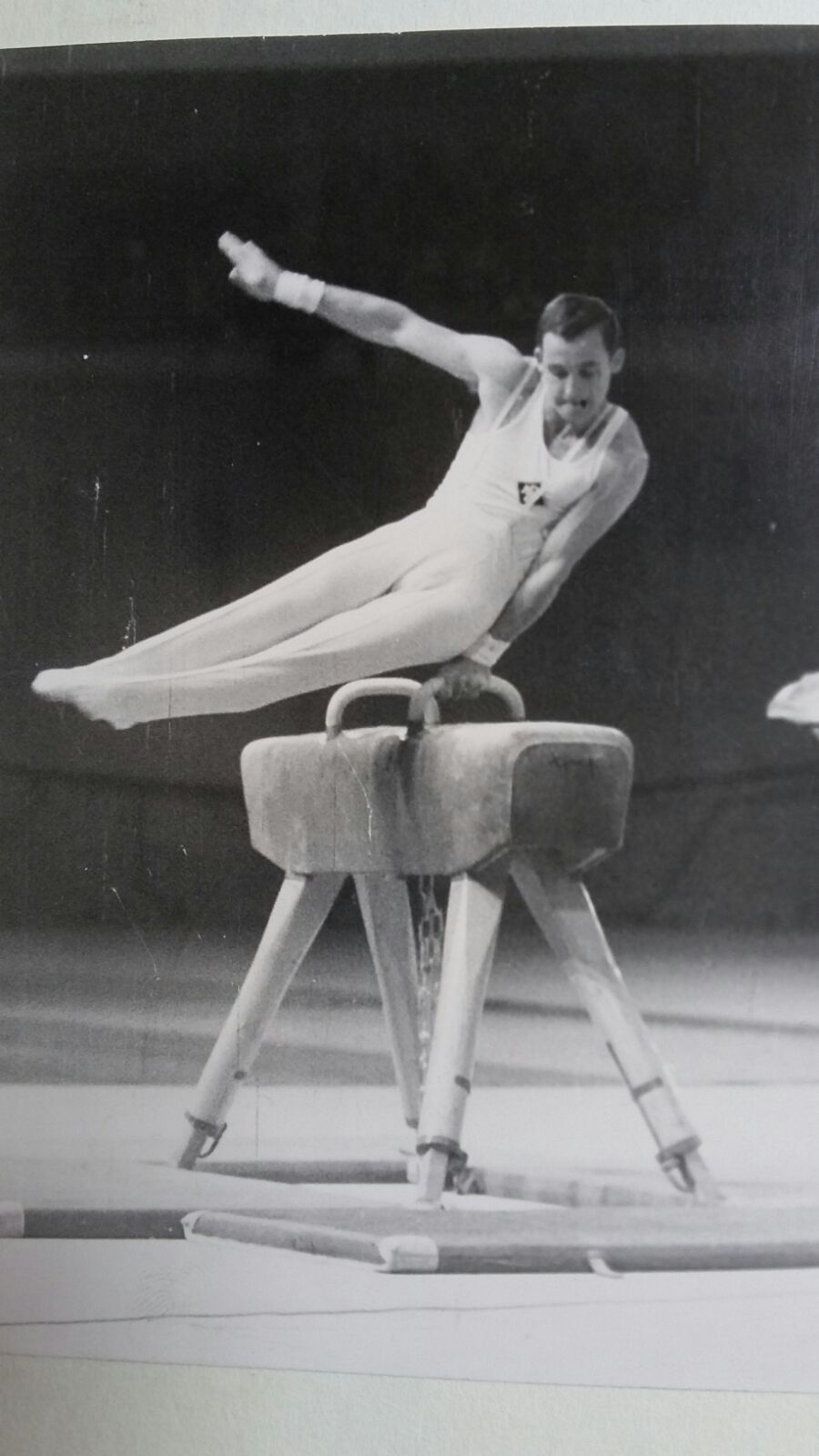
Heinz Häußler am Pauschenpferd 1969

## Leben
Heinz Häußler, geboren als zweites von drei Geschwistern, interessierte sich bereits in seiner Kindheit für verschiedenste Sportarten, vor allem die Nähe zum Bodensee prägte seine Leidenschaft für Wassersportarten. Da er aber früh seinem Bruder Horst in den örtlichen Turnverein folgte und dort sein Talent erkannt wurde, entschied er sich für eine Turnkarriere. Nach seinem Schulabschluss absolvierte er eine Malerlehre und wechselte dann zur Bereitschaftspolizei: Nebenbei turnte er für den USC München und krönte seine turnerische Laufbahn mit zwei Olympiateilnahmen in Mexiko 1968 und München 1972.
Nach Beendigung seiner Karriere erwarb er sein Diplom an der Universität Mainz im Lehramt Sport, arbeitete fortan als Volksschullehrer für Sport und Maschinenschreiben/EDV in Oberschleißheim und zog mit seiner Frau und den beiden Kindern ins benachbarte Unterschleißheim. Seit seiner Zeit als Lehrer engagiert er sich außerdem als Übungsleiter in der erfolgreichen Turnabteilung des SV Lohhof.
Seit der „Erfindung“ des Windsurfens in den 1970er Jahren interessierte er sich intensiv für diese Sportart und verwirklichte sich ein zweites Mal sportlich. Seitdem nahm er jedes Jahr regelmäßig an Regatten deutschlandweit, sowie an Europa- und Weltmeisterschaften teil. 2009 wurde er mit 69 Jahren Weltmeister in seiner Altersklasse bei den „Masters World Raceboard Championships“.

## Karriere als Kunstturner
- 1968, 1969, 1970, 1971  Deutscher Meister am Pauschenpferd.[1]
- Olympische Spiele Mexiko 1968:       8. Platz im Mannschaftsmehrkampf
- Olympische Spiele München 1972:   5. Platz im Mannschaftsmehrkampf

## Windsurfen
- 2009 Weltmeister in seiner Altersklasse bei den „Masters World Raceboard Championships“ in Warnemünde[4][3]
- 2010 konnte er diesen Titel in Martigues (Frankreich) verteidigen.[3]
- 2013 nahm er mit 72 Jahren an den „Masters World Raceboard Championships“, den Weltmeisterschaften im Windsurfen teil und schaffte es in der Veteranen-Klasse auf den dritten Platz.[5]
- 2015 holte er sich den Meistertitel bei den „German Masters für Raceboards“ in der Klasse 75+.[6]